# Pohrebî, Vasîlkiv
Pohrebî (în ucraineană Погреби) este localitatea de reședință a comunei Pohrebî din raionul Vasîlkiv, regiunea Kiev, Ucraina.

## Demografie
Componența lingvistică a localității Pohrebî
     Ucraineană (97,63%)
     Alte limbi (0,95%)
Conform recensământului din 2001, majoritatea populației localității Pohrebî era vorbitoare de ucraineană (97,63%), existând în minoritate și vorbitori de armeană (1,18%).